# Шомин, Николай Александрович
Николай Александрович Шомин (10 апреля 1923 года, д. Дмитряшевка — 9 ноября 1994 года, Харьков) — советский конструктор бронетанковой техники, Герой Социалистического Труда (1983), генерал-лейтенант (1986). Кандидат технических наук (1968).

## Биография
Родился в 1923 году в деревне Дмитряшевка. Окончил среднюю школу.
В 1940 году был призван в Красную Армию Ворошиловским районным военкоматом города Воронеж. Окончил Харьковское бронетанковое училище имени И. В. Сталина (в связи с началом Великой Отечественной войны был произведён ускоренный выпуск курсантов) в 1941 году. Участник Великой Отечественной войны с 1941 года. Воевал командиром танка отдельного танкового батальона 250-й стрелковой дивизии в 30-й и в 29-й армиях Западного фронта, был ранен в бою под городом Белый 12 января 1942 года. После выздоровления вновь воевал на Брянском и Центральном фронтах. В боях под Воронежем был тяжело ранен 2 февраля 1943 года. С марта 1943 года — помощник командира танкового батальона по технической части в 79-й танковой бригаде 19-го танкового корпуса. Участвовал в Курской битве, где в период оборонительных боёв обеспечил под огнём бесперебойное снабжение батальона боеприпасами и горючим, эвакуировал с поля боя 11 подбитых танков батальона, организовал 40 танкам ремонт в полевых условиях. Затем участвовал в Орловской, Нижнеднепровской, Мелитопольской наступательных операциях. Награждён несколькими орденами на фронте. Член ВКП(б) с 1943 года.
Ещё до окончания войны, в 1944 году был направлен на учёбу и окончил Военную академию бронетанковых и механизированных войск Советской Армии имени И. В. Сталина в 1949 году. После выпуска направлен в Нижний Тагил в конструкторское бюро бронетанковой техники при заводе № 117 Министерства транспортного машиностроения СССР, работал там инженером-конструктором, руководителем конструкторского бюро, заместителем главного конструктора. В 1955 году переведён в Специальное конструкторское бюро № 183 Министерства транспортного машиностроения СССР при «Уралвагонзаводе» руководителем конструкторской группы. В 1968 году переведён в Харьков по рекомендации Л. Н. Карцева заместителем главного конструктора КБ-60 А. А. Морозова, а с мая 1976 по 1990 год — главным конструктором Харьковского конструкторского бюро по машиностроению (с 1979 года — имени А. А. Морозова) при Харьковском заводе транспортного машиностроения имени В. А. Малышева. Участвовал в создании, в организации серийного производства и в модернизации танков Т-54, Т-55, Т-62 и их многочисленных модификаций. Под его руководством в Харькове завершено создание танка Т-64, разработана его модификация Т-64А, созданы и запущены в серийное производство танки Т-80У, Т-80УД, боевые машины для инженерных войск и другие виды гусеничной боевой техники.
За выдающиеся успехи в создании новых образцов вооружений Указом Президиума Верховного Совета СССР от 11 апреля 1983 года Шомину Николаю Александровичу присвоено звание Героя Социалистического Труда с вручением ордена Ленина и золотой медали «Серп и Молот».
Ему были присвоены высшие воинские звания генерал-майор инженерно-технической службы (22.02.1971) и генерал-лейтенант (17.02.1986). 
В мае 1989 года уволен в отставку из Вооружённых сил, а в 1990 году вышел на пенсию с поста главного конструктора. 
Избирался депутатом Верховного Совета СССР 11-го созыва (1984-1989).
Жил в Харькове. Скончался в 1994 году. Похоронен на городском кладбище № 3.

## Награды
- Герой Социалистического Труда (11.03.1983)
- Два ордена Ленина (29.08.1969, 11.03.1983)
- Орден Октябрьской Революции (15.09.1976)
- Орден Отечественной войны 1-й степени (11.03.1985)
- Орден Отечественной войны 2-й степени (17.01.1944)[6]
- Три ордена Красной Звезды (19.07.1943[7], 26.04.1944[8], 1956)
- Медали СССР
- Ленинская премия (1978)